# Avondale (Missouri)
Avondale è un comune degli Stati Uniti d'America, situato nello Stato del Missouri, nella contea di Clay.